# خيسوس ساغريدو
خيسوس ساغريدو (بالإسبانية: Jesús Sagredo) هو لاعب كرة قدم بوليفي في مركز الدفاع، ولد في 10 مارس 1994 في سانتا كروز دي لا سييرا في بوليفيا.

## وصلات خارجية
- خيسوس ساغريدو على موقع قاعدة بيانات كرة القدم.إي يو (الإنجليزية)
- خيسوس ساغريدو على موقع ناشيونال فوتبول تيمز (الإنجليزية)
- خيسوس ساغريدو على موقع Soccerway.com (الإنجليزية)
- خيسوس ساغريدو على موقع عالم كرة القدم.نت (الإنجليزية)